# Shen Xiaoxue
Shen Xiaoxue (chiń. 沉小雪; pinyin Shěn Xiǎoxuě; ur. 12 stycznia 1993) – chińska narciarka dowolna, specjalizująca się w skokach akrobatycznych. W 2015 roku wystąpiła na mistrzostwach świata w Kreischbergu, zajmując szesnaste miejsce. W zawodach Pucharu Świata zadebiutowała 20 grudnia 2014 roku w Pekinie, gdzie była siedemnasta. Tym samym już w swoim debiucie zdobyła pierwsze pucharowe punkty. Na podium zawodów tego cyklu po raz pierwszy stanęła 8 stycznia 2015 roku w Deer Valley, zajmując trzecie miejsce. W zawodach tych wyprzedziły ją jedynie dwie reprezentantki USA: Ashley Caldwell i Kiley McKinnon. Nie startowała na igrzyskach olimpijskich.

## Osiągnięcia

### Mistrzostwa świata
| Miejsce | Dzień       | Rok  | Miejscowość | Konkurencja        | Zwycięzca  |
| ------- | ----------- | ---- | ----------- | ------------------ | ---------- |
| 16.     | 15 stycznia | 2015 | Kreischberg | Skoki akrobatyczne | Laura Peel |

### Puchar Świata

#### Miejsca w klasyfikacji generalnej
- sezon 2014/2015: 44.
- sezon 2015/2016: 61.
- sezon 2016/2017: 24.

#### Miejsca na podium
1. Deer Valley – 8 stycznia 2015 (skoki) – 3. miejsce
2. Bokwang – 10 lutego 2017 (skoki) – 2. miejsce